# Doctrina compendiosa
Die Doctrina compendiosa (Allgemeine Lehre) ist ein literarisches Werk über politische und soziale Themen, die Francesc Eiximenis zugeschrieben wird. Dieses Buch wurde auf Katalanisch in Valencia zwischen dem Ende des 14. Jahrhunderts und dem Anfang des 15. Jahrhunderts geschrieben. Der Kapuziner Martí de Barcelona veröffentlichte es 1929.

## Inhalt und Struktur
Das Buch hat die Gestalt eines Dialogs zwischen einer Gruppe von Bürgern aus Valencia und einem Franziskaner. Diese Bürger stellen ihm verschiedene Fragen über soziale und politische Themen und sogar über Moralität und Religion. Der Dialog wird in zwei Teile gegliedert. Der erste Teil enthält zwanzig Abschnitte und befasst sich besonders mit Moralität. Der zweite Teil enthält ebenso zwanzig Abschnitte und befasst sich besonders mit praktischen sozialen und politischen Themen. Das Buch endet mit einer finalen Konklusion.

## Gründe gegen Eiximenis’ Authorschaft
Nichtsdestoweniger haben verschiedene Werke von Jaume Riera Sans und Curt Wittlin bestätigt, dass Eiximenis der Verfasser dieses Buches nicht war.
Die wichtigsten Gründe wären diese:
- Eiximenis schrieb niemals ein Buch mit der Form eines Dialogs.
- Sechs der neun aufbewahrten Manuskripte haben keinen Autorsnamen.
- Der Verfasser dieses Werkes macht keine Hinweise zu anderen Werken von Eiximenis. Das ist in Eiximenis’ Werken sehr üblich.
- Es gibt wenige Zitate der Bibel, der Kircheneltern und der Kirchenlehrer.
- Die Zitate auf Latein werden in diesem Buch anders gemacht, als in anderen Werken von Eiximenis.

## Möglicher Verfasser
Curt Wittlin schlägt vor, dass der Verfasser dieses Werkes Ramon Soler sein könnte. Er war ein Jurist und wichtiger Bürger von Valencia. Er war auch enger Freund von Francesc Eiximenis. Deswegen könnte dieses Buch eine Art Erinnerung der Lehren von Eiximenis sein, da dieses Buch viel vom sozialen und politischen Denken von Eiximenis beeinflusst wird. Einige Ähnlichkeiten mit dem Regiment de la cosa pública können auch gemerkt werden.
Zudem hat Wittlin viel Einfluss der Werke des mittelalterlichen Juristen Albertanus von Brescia gefunden. Das würde die Theorie unterstützen, dass der Verfasser dieses Werkes Ramon Soler war, da er auch Jurist war.